# Androka
Androka, etwa wo der Fluss die toten Bäume anschwemmt, ist eine Gemeinde (commune) in der Region Atsimo-Andrefana im Süden von Madagaskar. Im Jahre 2006 hatte sie etwa 26.000 Einwohner, die in 24 Dörfern (fokontany) auf etwa 1600 km² lebten. Androka liegt etwa 200 km südlich der Stadt Toliara und einige Kilometer oberhalb der Mündung des Flusses Linta in das Meer.
Bis 1969 befand sich das Zentrum der Gemeinde unter dem Namen Ankilitelo in den Mangroven an der Linta-Mündung. Dieser Ort wurde im Jahre 1969 infolge eines Zyklons aufgegeben und wird heute als Alt-Androka (Androka Taloha oder Androka Ela) bezeichnet.
Die Bevölkerung von Androka besteht größtenteils aus Mahafaly. Im Jahre 1902 wurde Androka zum Zentrum einer Verwaltungseinheit namens Kreis der Mahafaly (cercle des mahafaly) bestimmt, es verlor diesen Status jedoch bereits 1907 an Ampanihy. Heute leben die Menschen in Androka hauptsächlich von Fischerei, Viehzucht sowie dem Anbau von Maniok, Mais und Süßkartoffeln.